# トンガタプ島
トンガタプ島（Tongatapu）は、トンガ王国の本島であり、島内に首都のヌクアロファがある政治の中心で、国王も在住している。 トンガの南部諸島に位置し、国内で最も人口密度の高い島でもあり、2016年の人口は74,611人で、これは国内の74%を占める。面積は260.48 km2で、日本で言えば色丹島や徳之島、隠岐諸島の島後島に近い。
島には、トンガの初期及びヨーロッパ人の渡来後の数多くの歴史的地区がある。象徴的なものの一つが王宮であり、首都のウォーターフロントに位置し、以前は国王の住居であったが、国王ジョージ・トゥポウ5世が即位してからは、王太后ハラエバル・マタアホが居住した。
商業及び輸送の拠点であるトンガタプ島は、国内の他の島よりも経済の成長がはやく、他島からの多く転居者を引きつけている。

## ヨーロッパ人による発見
島は、1643年1月20日にオランダ人のアベル・タスマンによって発見された。バタビアのオランダ東インド会社に委託され、彼は"Heemskerck"と"Zeehaen"の名前の2隻の船を率いていた。 探検の目的は知られていない南方及び東方の海図を作成し、南太平洋及びインド洋を通過して、より速くチリに至る可能な航路を発見することであった。バタビアを1642年8月14日に出航した。タスマンはこの島を、"Eijlandt Amsterdam（アムステルダム島）"と名づけた。現在、この名は歴史家以外には使用されていない。